# Alte Oper (metrostation)
Alte Oper is een ondergronds station van de U-Bahn in Frankfurt am Main in het stadsdeel Innenstadt. De metrotreinen van de U-Bahn-lijnen U6 en U7 stoppen hier.